# Филд, Уинстон
Сэр Уинстон Джозеф Филд (англ. Winston Joseph Field; 6 июня 1904, Бромсгроув — 17 марта 1969, Солсбери) — южнородезийский предприниматель и политик, первый председатель партии Родезийский фронт. Премьер-министр Южной Родезии в 1962—1964. Занимал умеренные позиции, отстранён от власти радикальными родезийскими националистами во главе с Яном Смитом.

## Табачный бизнес
Родился в Англии. В 17-летнем возрасте переехал в Южную Родезию. Занимался табачным агробизнесом в районе нынешней Марондеры. В 1938—1940 был президентом Родезийской табачной ассоциации. Участвовал во Второй мировой войне на стороне Антигитлеровской коалиции.

## Председательство в партии
На выборах 1957 Уинстон Филд был избран в Законодательной собрание Южной Родезии от Доминионной партии. В 1962 родезийские националисты во главе с Яном Смитом и Дугласом Лилфордом создали партию Родезийский фронт (RF). На роль номинального председателя был определён Уинстон Филд. Респектабельный фермер, богатый бизнесмен, убеждённый антикоммунист, авторитетный в белой общине, выступающий за максимальное самоуправление, но лояльный британской короне, был оптимальной фигурой на том этапе родезийской суверенизации.
Реальное управление партией контролировали Смит и Лилфорд. Партийная идеология была правее и радикальнее взглядов Филда. Впоследствии Барбара Филд, жена Уинстона Филда, констатировала, что ему недоставало политического опыта для понимания ситуации.

## Во главе правительства
На выборах 1962 Родезийский фронт одержал победу. Уинстон Филд занял пост премьер-министра Южной Родезии. На период его премьерства пришёлся роспуск Федерации Родезии и Ньясаленда, ставший важным шагом на пути к родезийской независимости. В 1963 была учреждена родезийская спецслужба — Центральная разведывательная организация (CIO) во главе с Кеном Флауэром.
В то же время Филд не был готов к неизбежному при провозглашении независимости конфликту с Великобританией. Его переговоры в Лондоне не приводили к результатам. Родезийские националисты считали, что британское правительство сознательно ведёт дело к деколонизации через приход к власти представителей «чёрного большинства» — африканских леворадикалов.

Родезийским фронтом руководил табачный плантатор Уинстон Филд. Он тоже склонялся к независимости. Но не мог помыслить о мятеже против британской короны… Филда с джентльменской жёсткостью отодвинули двое соратников. Одного звали Дуглас Лилфорд, но гораздо чаще его называли просто Босс (этот титул превратился в часть имени). Другого — Ян Смит.

## Отстранение от власти
Весной 1964 в RF созрел внутрипартийный заговор радикалов с целью отстранения Филда. 2 апреля 1964 на закрытом собрании руководства RF было принято соответствующее решение. Правительство Филда обвинялось в «невыполнении своих обязательств перед партией». Имелось в виду, что Филд стал допускать получение Родезией независимости позже других частей федерации. 14 апреля 1964 правительство Южной Родезии возглавил Ян Смит. Газета «Родезия геральд», одна из старейших в стране, определила это как «дальнейший шаг вправо».
Филд обратился за поддержкой к британскому губернатору Южной Родезии Хэмфри Гиббсу, но этот шаг не имел последствий.
После отстранения Уинстон Филд отошёл от политики. Скончался в возрасте 64 лет.